# Хакутецу-Мару № 13
Хакутецу-Мару № 13 (Hakutetsu Maru No 13) — транспортне судно, яке під час Другої світової війни брало участь у операціях японських збройних сил на Тихому океані.
Судно спорудили на верфі компанії Osaka Zosensho в Осаці.
У якийсь момент «Хакутецу-Мару № 13» реквізували для потреб Імперської армії Японії. Відомо, що 14—18 січня 1943-го воно пройшло з Рабаулу (головна передова база в архіпелазі Бісмарка, з якої провадились японські операції на Соломонових островах та сході Нової Гвінеї) до Веваку на північному узбережжі Нової Гвінеї (тут місяцем раніше почали облаштовувати головний японський гарнізон на цьому острові).
26 квітня — 6 травня 1943-го судно пройшло круговим маршрутом з Палау (великий логістичний хаб на заході Каролінських островів) до Веваку та назад у складі конвою «Вевак № 3».
23 травня — 3 червня 1943-го «Хакутецу-Мару № 13» пройшло круговим маршрутом з Палау до затоки Ганза (все те ж північне узбережжя Нової Гвінеї, приблизно посередині між Веваком та Мадангом) та назад у конвої «Ганза № 3».
14 — 23 червня 1943-го судно прослідувало в конвої P-614 з Палау до Рабаула — головної передової базм в архіпелазі Бісмарка, з якої японці провадили операції на Соломонових островах та сході Нової Гвінеї. 
8 вересня 1943-го «Хакутецу-Мару № 13» перебувало поблизу північного узбережжя Нової Гвінеї, за сотню кілометрів на схід від порту Холландія (наразі Джаяпура). Тут воно було перехоплене та потоплене американським підводним човном USS Drum.